# Carne cruda (film)
Carne cruda (Blacksnake) è un film del 1973, diretto da Russ Meyer.

## Trama
Alla fine dell'XIX secolo, in una piantagione caraibica, la sadica Lady Susan detta le regole a colpi di frusta. Al suo servizio vi sono il capitano Raymond, un francese omosessuale, e Tierney, una ragazza sadica quanto la sua padrona.
Il marito di Susan è morto in circostanze misteriose, e il fratello Charles parte dall'Inghilterra per l'isola caraibica, e si fa assumere sotto falso nome da Susan. Lì viene sedotto da quest'ultima, scopre che il fratello è diventato uno zombi e viene torturato dai soldati. Torna in veste di zombi e comanda l'insurrezione contro i militari. Susan dichiara di essere stata in passato una schiava, una prostituta, ma grazie alla sua intelligenza ha cambiato vita, sposandosi. Nonostante questa confessione viene catturata dai ribelli, che la bruciano viva.
Coppie interrazziali corrono nude per i campi, mentre una voce fuori campo inneggia alla libertà ritrovata negli Stati Uniti, dopo la fine dello schiavismo.